# Б-11 (вертолёт)
Б-11 — советский двухмоторный многоцелевой вертолёт разработанный ОКБ-3 И. П. Братухина в 1947 году, снабжённый двумя двигателями М-26ГФ и имеющий максимальную скорость в 150-180км/ч. Вертолёт был предъявлен на государственные испытания в августе 1948 года.

## Характеристики
Диаметр несущих винтов: 10м
Размах крыла: 11м
Вес пустого: 3393
Макс. Взлетная масса: 4150 кг
Тип двигателя: 2 шт М-26ГФ
Максимальная скорость: 155 км/ч
Крейсерская скорость: 146 км/ч
Дальность полёта: 328 км
Практический потолок: 2550 м
Экипаж: 2 чел.
Вертолёт предназначался для обеспечения связи между штабами войсковых частей, а также для эвакуации раненых из прифронтовой полосы, но впоследствии из-за невозможности убрать тряску в полёте, вертолёт не пошёл в серию, а позже постановлением СМ СССР от 6 мая 1951 года все работы по Б-11 были прекращены.